# 福島県立福島西高等学校
福島県立福島西高等学校（ふくしまけんりつふくしまにしこうとうがっこう）は、福島県福島市方木田にある県立高等学校。

## 概要
1995年（平成7年）に、男女共学化して福島県立福島西女子高等学校から、現校名に変更した。通称は、「西高｣・「福島西」・「福西高」（口頭では、主に西高を用い、新聞等の表記では福島西・福西高などで取り扱われる）。
- 勉学・部活動ともに盛んに行われている。部活動では特に女子バスケットボール部が県内で強豪であり、例年全国大会へ出場を果たしている[1]。
- 勉学面では平成15年度、文部科学省の教育事業の一つである学力向上フロンティア・ハイスクール事業のモデル校に選ばれており、「1日大学」や、各学科におけるシラバスの明確化・小論文指導・課題研究（数理科学科）・デッサン講座（デザイン科学科）・卒展（デザイン科学科）など、各教科・各学科生徒の進路に応じた幅広い指導を行っている。
- 「1日大学」とは、生徒のアンケートなどにより興味のある学問範囲を設定し、県内外の大学・短大講師を招いて約20前後の講義を行う行事である。年に1度行っていて、2・3年生が対象である。進路意識の高揚・進路希望の形成などを目的としている。
- また、男女共学後には各種学校（特に四年制大学）への進学が増加し、平成19年度卒業生分の四年制大学の進学率は60.4%である（うち、国公立大学進学率は12.8%）。[2]
- 県内の少子化等により数理科学科の募集停止、部活動統廃合などが進められている。

## 設置学科
- 普通科
- デザイン科学科

## 進路概況
かつて女子高時代には卒業生の3分の2が就職したが、共学になってから大学などの進学率が上昇し、就職する生徒は少なくなった。
- 国公立大学　
例年40人前後。その殆どが、福島県内・隣県の国公立大学（福島大学・山形大学・会津大学・福島県立医科大学）。小論文等の指導を低学年から行っているため、推薦入学（自己推薦・AO含む）での進路決定者が多い[2]。また、デザイン科が設置されていることから東京藝術大学への進学実績もみられる。

- 私立大学
例年120人前後。元々私立大学への進学志向が強く、東北各県・関東圏など各地に進学している。特に進学者が多い大学としては、東北学院大学・東北福祉大学・日本大学(工学部)など。また美術系の学科を擁するため、武蔵野美術大学・東北芸術工科大学などの進学者も他校と比べると比較的多い。AO入試や指定校推薦、公募推薦での進学者が多い。[2]

- 短期大学
例年30人前後。特徴としては、四年制大学と同じように福島県内・隣県への進学者が多い。主な学校は、福島学院大学短期大学部・米沢女子短期大学・会津大学短期大学部など。[2]

- 専門学校
例年40人前後。看護医療系・美術系・事務系の専門学校への進学者が多い。[2]

- 就職
公務員・民間企業合計例年10人前後。[2]

## 沿革
- 1962年（昭和37年） - 高校進学者増加にともない、福島県立福島西女子高等学校を含む4校の新設を決定
- 1963年（昭和38年）4月 - 福島県立福島西女子高等学校（設置学科：普通科、商業科）として、福島県立医科大学内に開設・福島県立福島商業高等学校で第1回入学式挙行（当時の校地は、福島市三河北町）
- 1963年（昭和38年）5月 - 校花として「しゃくなげ」決定（以後、3年に1度の公開文化祭は「しゃくなげ祭」となる）
- 1963年（昭和38年）7月 - 医大仮校舎より現在地（福島市方木田）に移転
- 1963年（昭和38年）9月 - 校歌（斉唱歌）完成
- 1995年（平成7年）4月 - 男女共学化にともない、福島県立福島西高等学校に校名変更。商業科募集停止、数理科学科及びデザイン科学科開設
- 2004年（平成16年）2月 - 創立40年記念の事業を挙行
- 2018年（平成30年）3月 - 数理科学科募集停止

## 部活動
- 運動部
野球、サッカー、陸上競技、ソフトボール、バレー男子、バレー女子、バスケット男子、バスケット女子、ソフトテニス男子、ソフトテニス女子、バドミントン男子、バドミントン女子、ハンドボール男子、ハンドボール女子、弓道、体操、剣道

- 文化部
化学、生物、写真、文芸、美術、演劇、合唱、英語、手芸、茶華道、ギター、書道、漫画アニメ、将棋

- 同好会
吹奏楽同好会

## 主な卒業生
- 星希望 - 福島東稜高等学校女子バスケットボール部顧問。元バスケットボール選手
- 高橋礼華 - 元バスケットボール選手
- 渡邊悠 - 元バスケットボール選手
- 蓬田麻友 - バスケットボール選手

## 最寄駅・アクセス
- JR東日本・阿武隈急行・福島交通福島駅西口から 約1.4km　徒歩約20分
- 福島交通路線バス「西高前」より　徒歩約3分
- 東北自動車道　福島西インターチェンジより 約3.3km　約10分